# Metropolitanato de Galípoli y Mádito
El metropolitanato de Galípoli y Mádito (en griego: Ιερά Μητρόπολη Καλλιπόλεως και Μαδύτου) es una diócesis de la Iglesia ortodoxa perteneciente al patriarcado de Constantinopla, que se halla vacante desde el vaciamiento de sus fieles en 1922. Su sede estuvo en Galípoli (la actual Gelibolu) en Turquía. Su titular lleva el título metropolitano de Galípoli y Mádito, el más honorable ('hypertimos') y exarca de la península tracia (en griego: Ο Καλλιουπόλεως και Μαδύτου, υπέρτιμος και έξαρχος Θρακικής χερσονήσου). Galípoli y Mádito fueron antiguas sedes metropolitanas de la provincia romana de Europa en la diócesis civil de Tracia y en el patriarcado de Constantinopla.

## Territorio
El metropolitanato de Galípoli y Mádito se encuentra en el Quersoneso, en la provincia de Çanakkale. Limita al norte con el metropolitanato de Heraclea y el mar Egeo; al sur y al este con el estrecho de los Dardanelos y el mar de Mármara; y al oeste con el mar Egeo.
Además de Gelibolu y de Eceabat (la antigua Mádito), otra localidad del metropolitanato es Kilitbahir.

## Historia
En el siglo IV Galípoli era una diócesis sufragánea de Heraclea. Está documentada en las Notitiae Episcopatuum del patriarcado de Constantinopla desde el siglo VII hasta el siglo XV. Las Notitiae del siglo XIV la señalan como una sede metropolitana, mientras que en la Notitia del siglo XV, de principios del período otomano, Galípoli es relegada a una simple diócesis sufragánea de Heraclea.
Pocos son los obispos conocidos de Galípoli en el período bizantino: Cirilo estuvo entre los padres del Concilio de Éfeso en 431; Armonio participó en el sínodo reunido en Constantinopla en 536 por el patriarca Menas para condenar a Antimo; Melquisedec asistió al Concilio de Nicea II en 787; Trifón es conocido por una inscripción sin fecha, elaborada con motivo de las obras de restauración de una iglesia; José finalmente se documenta poco después de mediados del siglo XIV.
Cela (identificable con la actual Kilya) fue una diócesis sufragánea de Heraclea. Hay tres obispos conocidos de la diócesis de Cela: Cirilo participó en el Concilio de Éfeso en 431 y, debido a un dolor en la mano, firmó al sacerdote Selenespondio; Theotecno firmó en 458 la carta de los obispos de la provincia de Europa al emperador León después de la muerte del patriarca Proterio de Alejandria. La diócesis de Mádito está documentada por primera vez en el Concilio de Nicea II en 787. En las firmas de la definición de la fe conciliar, después de la última sesión, la firma de Leonidas de Cela se encuentra entre los obispos sufragáneos de Heraclea. Este obispo, sin embargo, en las listas anteriores del mismo concilio, firma como obispo de Mádito o Cela. Este título indica que la antigua sede de Cela fue transferida durante el siglo VIII a la cercana ciudad de Mádito, y que durante un cierto período, como lo atestigua el Concilio de Nicea, el antiguo título continuó usándose junto con el nuevo de Mádito.
Las Notitiae Episcopatuum del patriarcado de Constantinopla reflejan esta evolución. Las Notitiae más antiguas, desde la séptima hasta la primera mitad del siglo IX, reportan solo la diócesis de Cela. Con la Notitia atribuida al emperador León VI y datable a principios del siglo X, Cela desaparece mientras la diócesis de Mádito aparece entre las sufragáneas de Heraclea, documentada ininterrumpidamente en las Notitiae hasta el siglo XIV.
Después de Leonidas, el primer obispo conocido de Mádito, se conocen los obispos de Constantino, que participaron en el Concilio de Constantinopla en 879-880 en el que el patriarca Focio de Constantinopla fue rehabilitado, y san Eutimio, mencionado en el sinasario el 5 de mayo, cuya vida fue escrita por el patriarca Gregorio II de Chipre.
En 1205 la ciudad Galípoli fue ocupada por los ejércitos cruzados del Imperio latino de Constantinopla, que la mantuvieron hasta 1234. Durante este período, se estableció una diócesis de rito latino, de la cual se conocen algunos obispos anónimos, mencionados en las cartas de los papas Inocencio III y Honorio III.
Entre los siglos XIII y XIV, la diócesis de Galípoli fue elevada al rango de sede metropolitana. El único metropolitano conocido es José, quien participó en el concilio convocado por el patriarca Calixto I en 1351 para enfrentar las controversias teológicas que involucraron a Barlaam de Seminara, Gregorio Acindino y Gregorio Palamás.
En la época del emperador Constantino X Ducas (1059-1067), Mádito fue elevada al rango de sede metropolitana. Esta decisión, sin embargo, causó las quejas de los metropolitanos de Heraclea, quienes obtuvieron del emperador Nicéforo III Botaniate (1078-1081) un crisobulus que reconoció al metropolitano de Heraclea el derecho, después de la muerte del metropolitano de Mádito en el cargo, a consagrar el obispos para esa sede, que por lo tanto, en principio, volvieron a ser sufragáneos de Heraclea. Esta decisión imperial parece confirmada por la existencia de algunos sellos episcopales, datables a la segunda mitad del siglo XI, donde Niceto y Clemente de Mádito son mencionados como obispos, y no como metropolitanos. Sin embargo, los prelados posteriores de Mádito todavía están documentados como metropolitanos, aunque sin obispos sufragáneos. Estos incluyen: Basilio, quien participó en los sínodos patriarcales de 1170 y 1171; Teófanes, presente en el sínodo de 1197; Constantino Kaleothès, documentado por un sello que data del siglo XII/ XIII e identificado con el metropolitano de Mádito, que se refugió en Nicea con la llegada de los ejércitos cruzados y que participó en un sínodo patriarcal en 1209; Isaac y Jacobo, quienes tomaron parte en las decisiones sinodales en las controversias teológicas que vieron involucrados Barlaam de Seminara, Gregorio Acindino y Gregorio Palamás. La última Notitia Episcopatuum conocida, que data del siglo XV, ya no menciona una diócesis de Mádito. 
En 1304 Galípoli se convirtió en el centro del Estado cruzado creado por los almogávares. Los aragoneses la quemaron en 1307, antes de retirarse a Casandra. En marzo de 1354 Galípoli fue tomada por los otomanos, pero un ejército cruzado los expulsó en 1366 y la ciudad volvió a manos bizantinas en junio de 1367. Tras la devastación del terremoto de 1357 la ciudad griega fue casi abandonada, pero fue rápidamente reocupada el 3 de septiembre de 1376 por los turcos de Anatolia, del lado asiático del estrecho, haciendo de Galípoli la primera posesión otomana de Europa, y el centro de su expansión a través de los Balcanes. Debido a la disminución de la población cristiana, la sede de Galípoli fue degradada a una simple diócesis sufragánea de Heraclea, mientras que el metropolitanato de Mádito desapareció.
Un documento patriarcal de 1715 atestigua la unión de Galípoli con la sede de Mádito. La diócesis de Galípoli y Mádito fue elevada a sede metropolitana en diciembre de 1901. El 28 de julio de 1920 el área del metropolitanato fue anexada a Grecia, pero tras la derrota griega en Asia Menor, en octubre de 1922 la población ortodoxa que vivía al este del río Maritsa debió ser evacuada al oeste de ese río, ya que el 12 de noviembre de 1922 el área fue entregada a Turquía. Tras los acuerdos del Tratado de Lausana de 1923, que obligó al intercambio de poblaciones entre Grecia y Turquía, ninguna población ortodoxa permaneció dentro de los límites del metropolitanato de Galípoli y Mádito, que dejó de hecho de existir.

## Cronología de los obispos

### Obispos de Galípoli
- Cirilo † (mencionado en 431)
- Armonio † (mencionado en 536)
- Melquisedec † (mencionado en 787)
- Trifón †
- José † (antes de 1351-después de 1354)

### Obispos de Cela
- Cirilo † (mencionado en 431)
- Teotecno † (mencionado en 458)

### Obispos de Mádito
- Leonidas † (mencionado en 787)
- Constantino I † (mencionado en 879)
- San Eutimio † (?-circa 989/996 falleció)
- Clemente † (siglo XI)
- Niceto † (segunda mitad del siglo XI)
- Nicéforo † (segunda mitad del siglo XI)
- Nicolás † (siglo XI)
- Anónimo † (mencionado en 1078/1081)
- Basilio † (antes de 1170-después de 1171)
- Teofanes † (mencionado en 1197)
- Constantino II Kaleothès † (antes de 1204-después de 1209)
- Anónimo † (mencionado en 1259/1282)
- Isaac † (antes de 1341-después de 1347)
- Jacobo † (mencionado en 1351)

### Obispos de Galípoli y Mádito
- Melecio † (?-diciembre de 1651)
- Macario † (?-1668)
- Filoteo † (1668-20 de noviembre de 1676)
- Atanasio † (20 de noviembre de 1676-1680)
- Jeremías † (1680-1728)
- Gregorio I † (mencionado en 1776)
- Joaquín † (1795-diciembre de 1834 falleció)
- Gregorio Poumpouras † (enero de 1835-1880/81 renunció)
- Abercio † (enero de 1881-5 de febrero de 1891 elegido metropolitano de Moglena)
- Focio Vougioukas † (16 de febrero de 1891-enero de 1892 falleció)
- Doroteo Mammelis † (1 de marzo de 1892-7 de diciembre de 1896 elegido metropolitano de Grevena)
- Gerolamo Gorgias † (31 de mayo de 1897-9 de julio de 1909 elegido metropolitano de Quíos)
- Panareto Petridis † (14 de julio de 1909-12 de agosto de 1910 elegido metropolitano de Heliópolis)
- Calínico Georgiadis † (12 de agosto de 1910-29 de febrero de 1912 falleció)
- Constantino Koidakis † (8 de marzo de 1912-7 de octubre de 1924 elegido metropolitano de Plomario)
  - Sede vacante (1924-2011)
- Esteban Tinidis (desde el 13 de marzo de 2011)